# Emilie Flöge
Emilie Louise Flöge (30. srpna 1874 Vídeň – 26. května 1952 Vídeň) byla rakouská módní návrhářka a podnikatelka. Byla partnerkou a múzou malíře Gustava Klimta.

## Životopis
Emilie Flöge byla jednou ze tří dcer dřevosoustružníka a výrobce dýmek Hermanna Flögeho (1837–1897). Nejprve se vyučila švadlenou. Ve 30. letech se prosadila jako módní návrhářka. Od roku 1904 vedla vídeňský salon haute couture „Schwestern Flöge“ spolu se svými sestrami Helene (1871–1936), která se v roce 1891 provdala za malíře Ernsta Klimta, a Pauline (1866–1917). Salon se nacházel v budově Casa Piccola na Mariahilfer Strasse (dům č. 1b). Dům byl pojmenován po kavárně Casa Piccola, která zde byla založena a kterou vedl Carl Obertimpfler, otec Liny Loosové v letech 1897–1918. Kavárna byla místem setkávání mnoha vídeňských kulturních osobností.
Salon sester Flögeových navrhl architekt Josef Hoffmann v secesním stylu. Emilie Flöge zde předvedla modelové šaty, které odpovídaly módnímu vkusu Wiener Werkstätte. Na svých cestách do Londýna a Paříže se také dozvěděla o nejnovějších módních trendech od Coco Chanel a Christiana Diora.
V nejlepších dobách Emilie Flöge zaměstnávala až 80 švadlen. Po anexi Rakouska Německou říší (1938) však salon ztratil své nejdůležitější zákazníky. Salon musela uzavřít a pracovala ve svém činžovním domě na adrese Ungargasse 39 (Vídeň-Landstrasse), kde žila až do své smrti.
V posledních dnech druhé světové války, zde byla zničena její sbírka kostýmů a cenných předmětů nejen z historie salonu, ale i dědictví rodiny Klimt.
Je pohřbena v rodinném hrobě sester Flögeových v protestantské části vídeňského ústředního hřbitova.

## Flöge a Klimt
Emilie Flöge byla fascinující postavou vídeňské bohémy během fin de siècle. Stala se partnerkou malíře Gustava Klimta. Klimt byl švagrem její sestry Heleny a dříve byl častým hostem v domě jejích rodičů. Od roku 1891 ji maloval na mnohých svých obrazech. Odborníci tvrdí, že ve svém slavném obrazu Polibek ztvárnil Emilie Flöge a sebe jako milence.
V roce 1902 namaloval Klimt její portrét, ale hotový obraz se Emilii nelíbil. Klimt slíbil, že ji namaluje znovu, ale nikdy k tomu nedošlo. V roce 1908 byl obraz, který byl rodinou zamítnut, prodán do Historického muzea města Vídně, kde je k vidění dodnes. Flöge zůstala Klimtovou múzou; strávili spolu léta 1910–1916 u jezera Attersee.
Klimt navrhl několik modelů šatů v reformním stylu pro salon sester Flögelových. Byly to šaty propagované aktivistkami za práva žen a navržené umělci vídeňské secese. Byly to šaty bez korzetu, volně splývaly z ramenou a měly pohodlné široké rukávy. Jenže v té době nebylo pro tento nový typ oblečení dost zákazníků. Proto si Flögeová vydělávala i konvenční módou. Klimt který opakovaně portrétoval ženy vídeňské vyšší společnosti (např. Adele Bloch-Bauer, Eugenia a Mäda Primavesi, Elisabeth Bachofen-Echt, Friedrike Maria Beer a Johanna Staud) mohl své přítelkyni přivést bohaté zákazníky.

## Návrhy odsester Salon Flöge

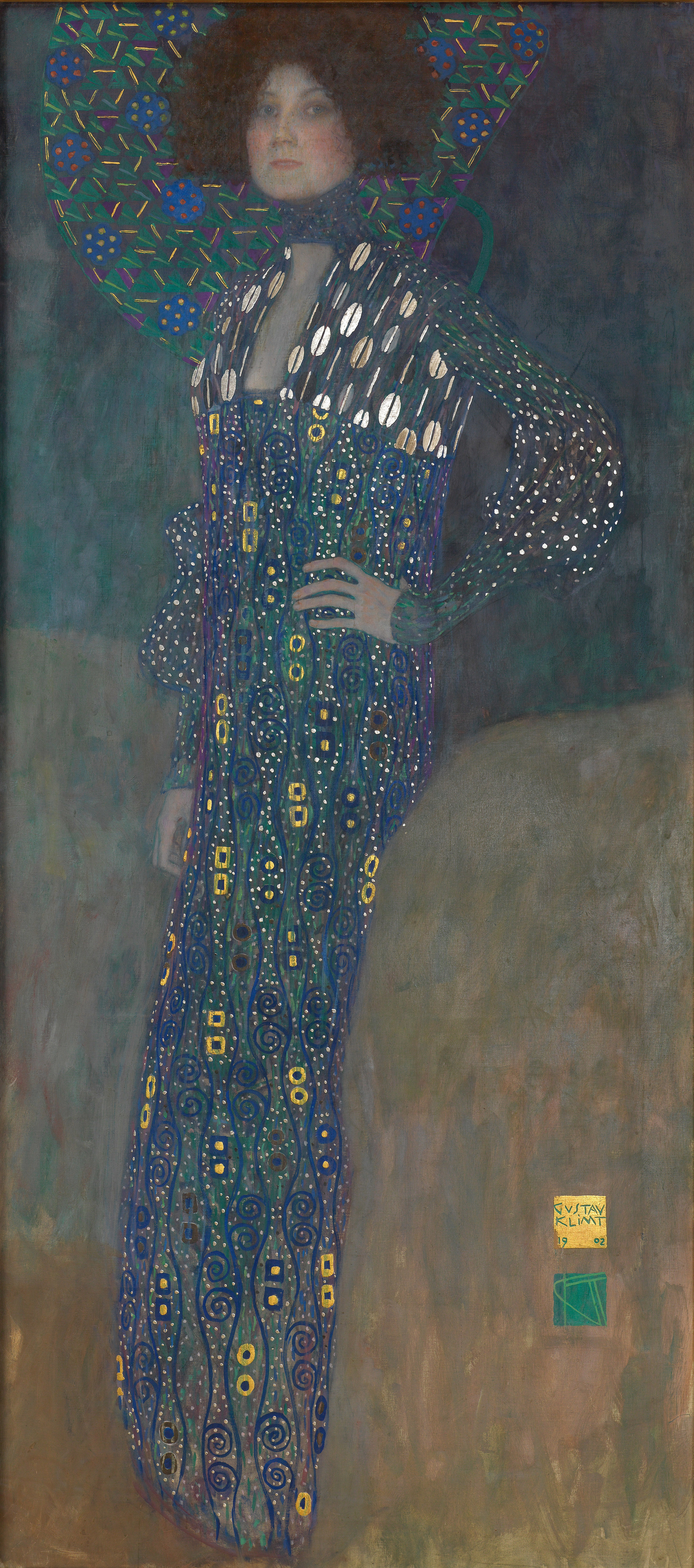
Emilie Flöge (olejomalba Gustava Klimta, 1902), Wien Museum
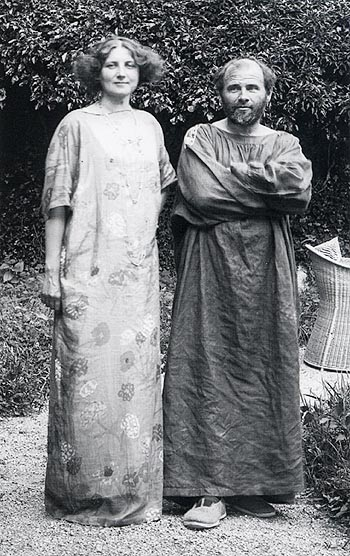
Flöge a Klimt, mezi lety 1900 a 1905
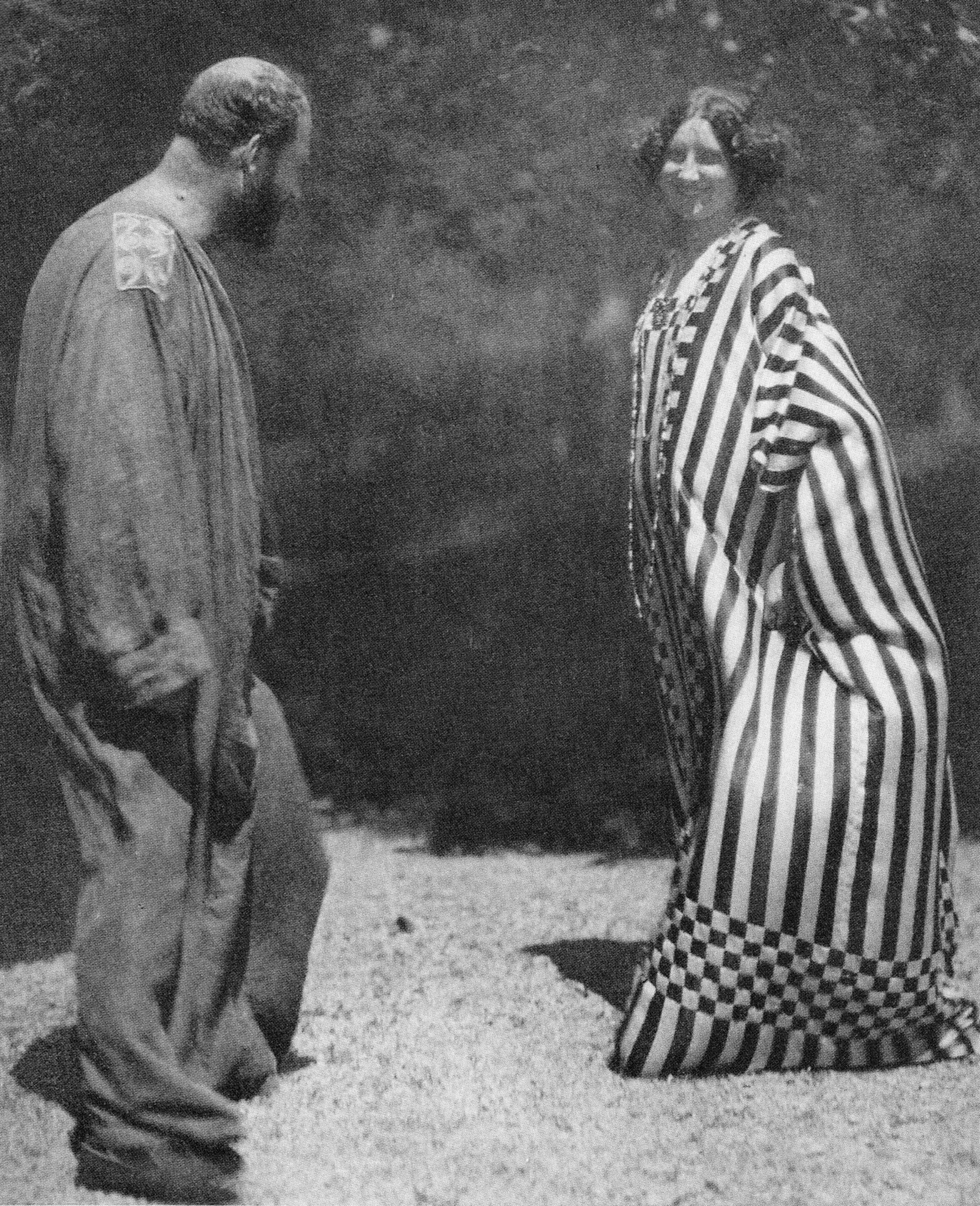
Gustav Klimt a Emilie Flöge v reformních oděvech, 1909, foto: Heinrich Böhler
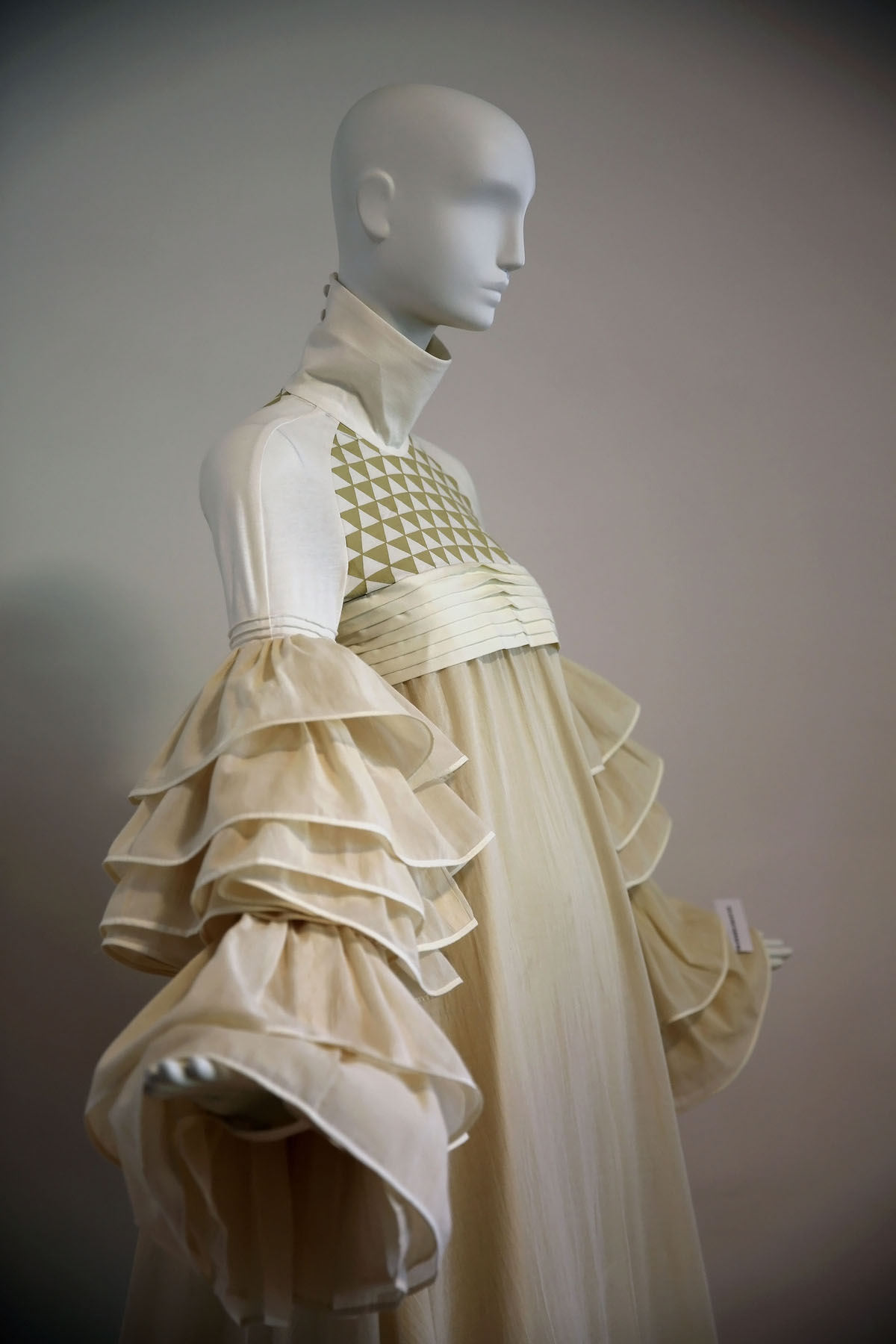
Rekonstrukce šatů ze salonu sester Flöge (1909)
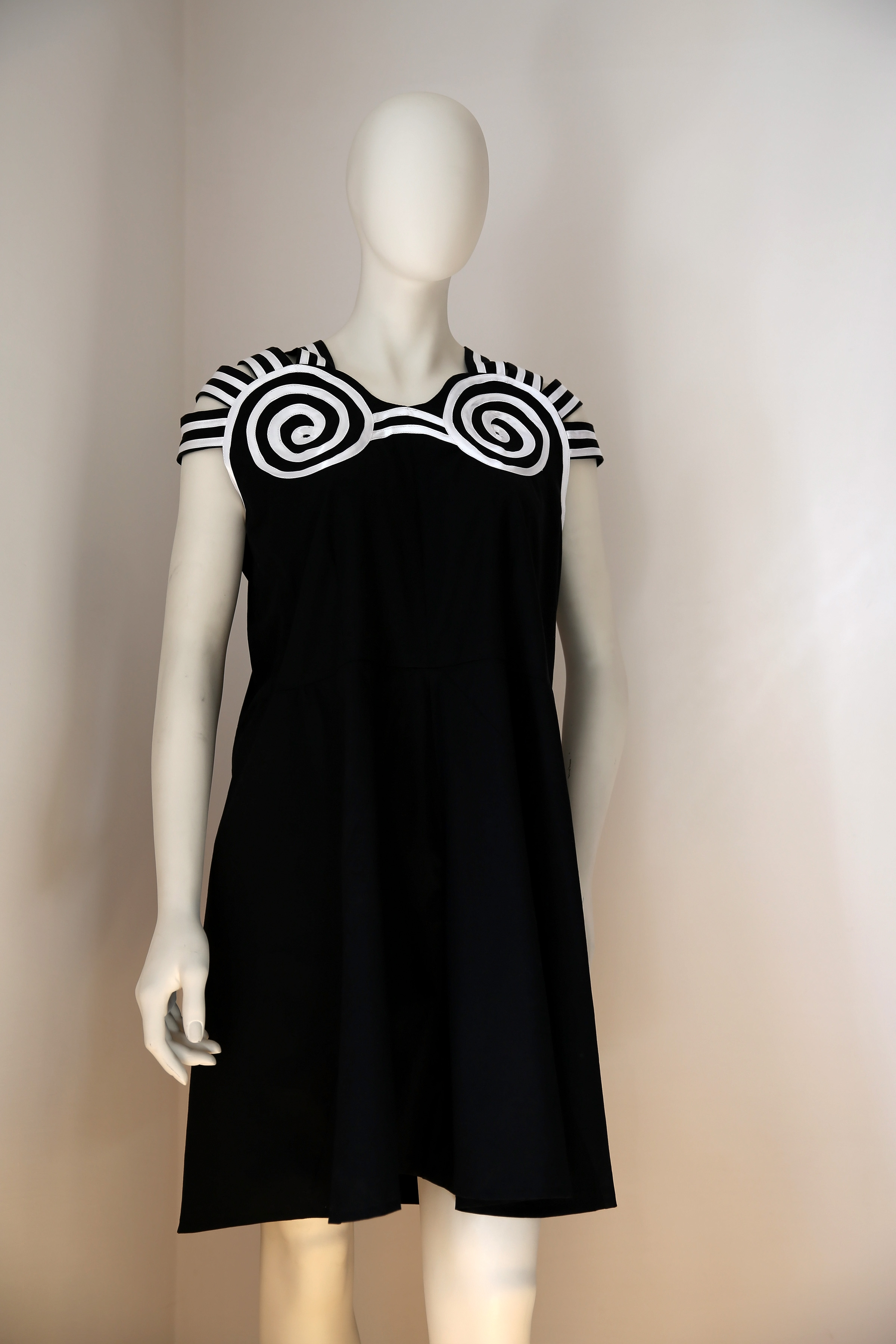
Plavky ve vlastnictví Emilie Flöge, navržené v salonu sester Flöge (kolem roku 1910)
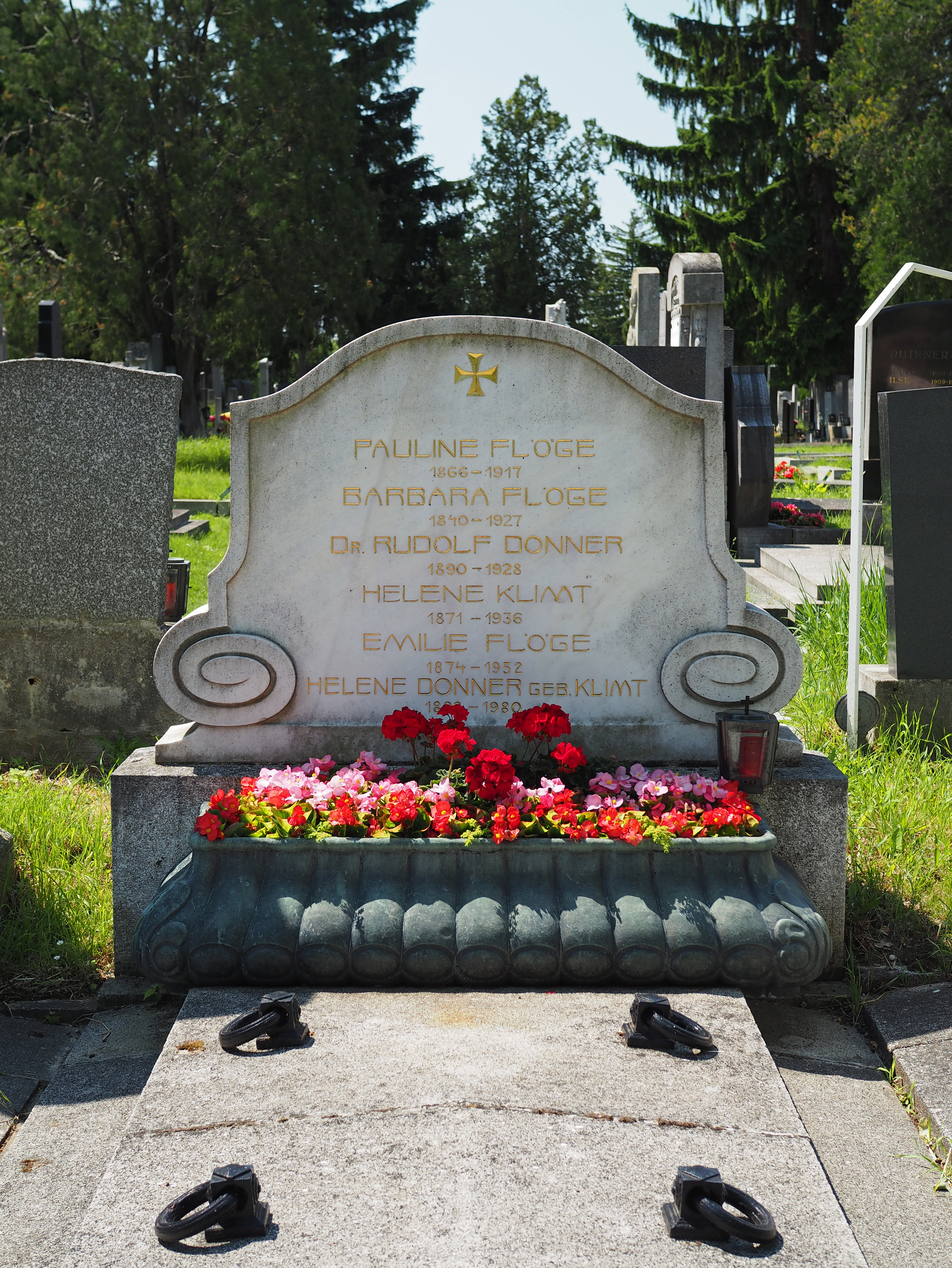
Hroby sester Emilie Flöge, Helene Klimt a Pauline Flöge na vídeňském ústředním hřbitově

## V kultuře

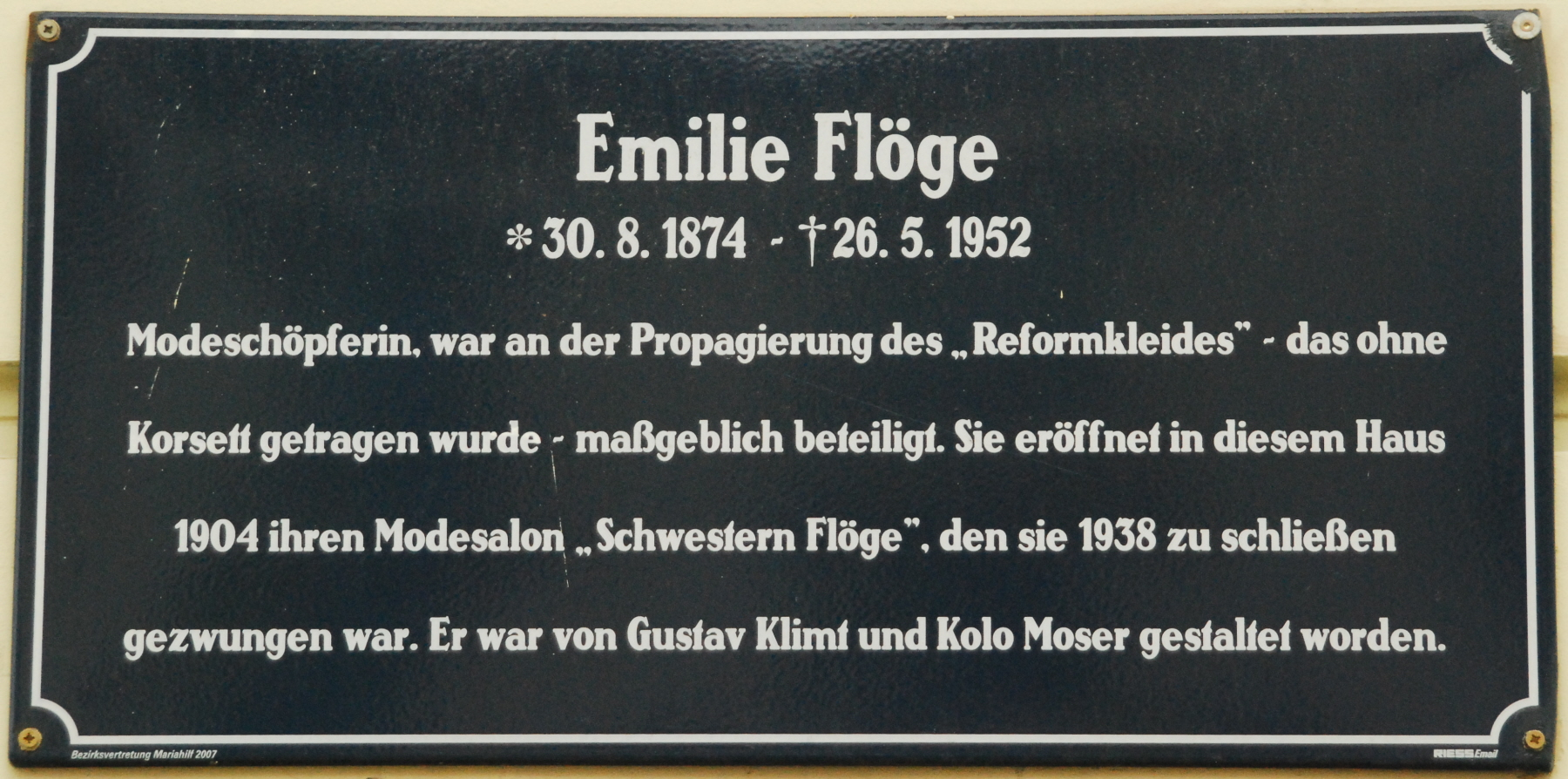
Pamětní deska na bývalé Kavárně Casa Piccola

- V roce 2016 měla světovou premiéru hra Sladká vídeňská tma / Deep Heller Lake.
- V roce 2016 byla pojmenována ulice Emilie-Flöge-Weg ve Vídni, Favoriten.[4]

### Filmy
- Láska v práci – Emilie Flöge & Gustav Klimt. (OT: L'amour à l'oeuvre – Emilie Flöge a Gustav Klimt.) Dokument, Francie, 2020, 26:13 Min., scénář a režie: Stéphanie Colaux, Bonne Compagnie, arte France, seriál: Láska v práci (OT: L'amour à l'œuvre. Couples mythiques d'artistes), první vysílání: 13. září 2020 v arte[5]
- Klimt. Celovečerní film, Rakousko, Německo, Francie, Velká Británie, 2006, 98 min., Scénář a režie Raúl Ruiz.[6] Emilii Flögeovou ztvárnila Veronica Ferres a Gustava Klimta americký herec John Malkovich.[6]

## Výstavy
- 2008 – Nejdůležitější: Emilie Flöge a šperky Wiener Werkstätte. Vídeňské muzeum, Vídeň, 13. listopadu 2008 –  22. února 2009.
- 2012 – Kolekce textilních vzorů Emilie Flöge. Rakouské muzeum folklóru (Volkskundemuseum Wien), Vídeň, 25. května 2012 – 2. prosince 2012[7]
- 2016 – Emilie Flöge - Reforma módy, inspirace uměním. speciální výstava v Centru Gustava Klimta u jezera Attersee, 4. června 2016 – 31. srpna 2016[8]